# Superstar Car Wash
Superstar Car Wash är ett album av Goo Goo Dolls från 1993.

## Låtlista
1. "Fallin' Down" - 3:17
2. "Lucky Star" - 3:03
3. "Cuz You're Gone" - 3:30
4. "Don't Worry" - 2:24
5. "Girl Right Next to Me" - 3:43
6. "Domino" - 2:35
7. "We Are the Normal" - 3:38
8. "String of Lies" - 3:07
9. "Another Second Time Around" - 2:59
10. "Stop the World" - 3:31
11. "Already There" - 2:43
12. "On the Lie" - 3:18
13. "Close Your Eyes" - 2:23
14. "So Far Away" - 3:55